# 第四級アンモニウムカチオン

第四級アンモニウムカチオンの一般構造式

第四級アンモニウムカチオン（だいよんきゅうアンモニウムカチオン、英: quaternary ammonium cation）は分子式 NR4+ と表される正電荷を持った多原子イオンである。R はアルキル基かアリール基を指す。アンモニウムイオン NH4+ や第一級・第二級・第三級アンモニウムカチオンとは違い、第四級アンモニウムカチオンは常に帯電していて、溶液のpHに左右されない。第四級アンモニウム塩や第四級アンモニウム化合物は第四級アンモニウムカチオンとほかのアニオンとの塩である。

## 合成
第四級アンモニウム化合物は第三級アミンのアルキル化で合成され、このプロセスは第四級化（英: quaternization）と呼ばれる。典型的な合成では、1つだけ長いアルキル基を持ったアミンが用いられる。たとえば塩化ベンザルコニウムは、長鎖アルキルメチルアミンと塩化ベンジルから合成される。
{\displaystyle {\ce {CH3(CH2)_{\mathit {n}}N(CH3)2\ +ClCH2C6H5->\ [CH3(CH2)_{\mathit {n}}N(CH3)2CH2C6H5]^{+}Cl^{-}}}}
この反応により新たな炭素-窒素結合が形成する。

## 応用
第四級アンモニウム塩は消毒薬、界面活性剤、柔軟剤、シャンプーなどの帯電防止剤に使われる。液体中の柔軟剤では塩化物がよく使われる。衣類乾燥機には硫化物がよくつかわれる。殺精子ゼリーにも第四級アンモニウム塩が含まれている。そのほか、工業的に非常に重要な純水を製造するのに必要な陰イオン交換樹脂の主要成分である。

### 抗菌剤として
第四級アンモニウム塩は抗菌性も持つ。ある第四級アンモニウム化合物、特に長鎖アルキル基が含んでいるものは、抗菌剤や消毒薬に使われる。たとえば塩化ベンザルコニウム、塩化ベンゼトニウム、塩化メチルベンゼトニウム、塩化セチルピリジニウム、セトリモニウム、塩化ドファニウム、臭化テトラエチルアンモニウム、塩化ジデシルジメチルアンモニウム、臭化ドミフェンなどがある。真菌、アメーバ、エンベロープを持つウイルスに対しても、細胞膜を破壊することにより作用する。他にも様々な生物を破壊するが、芽胞、結核菌、非エンベロープのウイルス、シュードモナス属などは例外である。
フェノール類と異なり、第四級アンモニウム化合物は有機化合物の存在下ではあまり効果的ではない。第四級アンモニウム化合物は石鹸などのアニオン性の界面活性剤や木綿繊維により不活性化する。また、硬水中での使用も推奨されない。効果的な濃度は 200 ppm である。100 °Cぐらいまでは効力を維持する。
次亜塩素酸ナトリウムとともに、第四級アンモニウム塩は外食産業での清浄薬として主要な化学物質である。

### 相間移動触媒として
有機合成において、第四級アンモニウム塩は相間移動触媒 (PTC) として使われる。そのような触媒は互いに混和しない相に存在する試薬同士の反応を加速させる。高い反応性を持つ試薬ジクロロカルベンは PTC によってクロロホルムと水酸化ナトリウムから生産される。

### 浸透圧調節物質
第四級アンモニウム化合物は浸透圧調節物質として存在し、具体的にはグリシンベタインとして存在する。

## 健康への影響
第四級アンモニウム化合物は健康にさまざまな影響を与える。例を挙げていくと、軽度の皮膚や呼吸器の炎症から皮膚の焼灼性熱傷、胃腸炎、吐き気、嘔吐、昏睡、痙攣、低血圧、死などがある。
神経筋遮断薬 (全身麻酔をかけるために使われる) の摂取によるアナフィラキシーの原因と考えられている。クオタニウム-15は最もアレルギー性接触皮膚炎の原因とされることが多い。(959 ケース中 16.5 %)